# 바야르도 아바운사
바야르도 아바운사(Bayardo Abaunza)는 미국의 축구 선수이다. 그는 니카라과인의 후손이다.